# The Trap (film, 1913)
Pour les articles homonymes, voir The Trap.
The Trap est un film muet américain réalisé par Edwin August et sorti en 1913.

## Synopsis
Lon tient à épouser Jane, mais le train de vie extravagant de cette dernière ne peut convenir à la situation sociale du pauvre homme...

## Fiche technique
- Réalisation : Edwin August
- Production : Pat Powers
- Date de sortie :  États-Unis : 3 octobre 1913

## Distribution
- Murdock MacQuarrie : Chance
- Pauline Bush : Jane
- Cleo Madison : Cleo
- Lon Chaney : Lon